# Strongylognathus karawajewi
Strongylognathus karawajewi is een mierensoort uit de onderfamilie van de Myrmicinae. De wetenschappelijke naam van de soort is voor het eerst geldig gepubliceerd in 1966 door Pisarski.